# FR–F2
Az FR–F2 (franciául Fusil à Répétition modèle F2, magyarul Forgózáras Puska, F2 minta) egy szabványos mesterlövészpuska, melyet a francia hadsereg használ. Pontcélok leküzdésére tervezték 800 méteres távolságon belül.

## Tervezet
Az FR–F2 az FR–F1 továbbfejlesztett változata. A MAS (Manufacture d'armes de Saint-Étienne) gyártotta. A MAS jelenleg a GIAT Industries-hez tartozik, jelenlegi neve: NEXTER.
A puskacső polimer borítással hőszigetelt. 7,62×51 mm NATO lőszert használnak hozzá és távcsővel van felszerelve, amely a francia hadsereg szabvány távcsövei közül az APX L806, a SCROME J8 (hadsereg), a Nightforce NXS (légierő) vagy a Schmidt & Bender 6×42 mil-dot (haditengerészet). Az FR–F2 ugyanazt a zártervezetet használja, mint a régebbi MAS–36 gyalogsági puska.

## Galéria

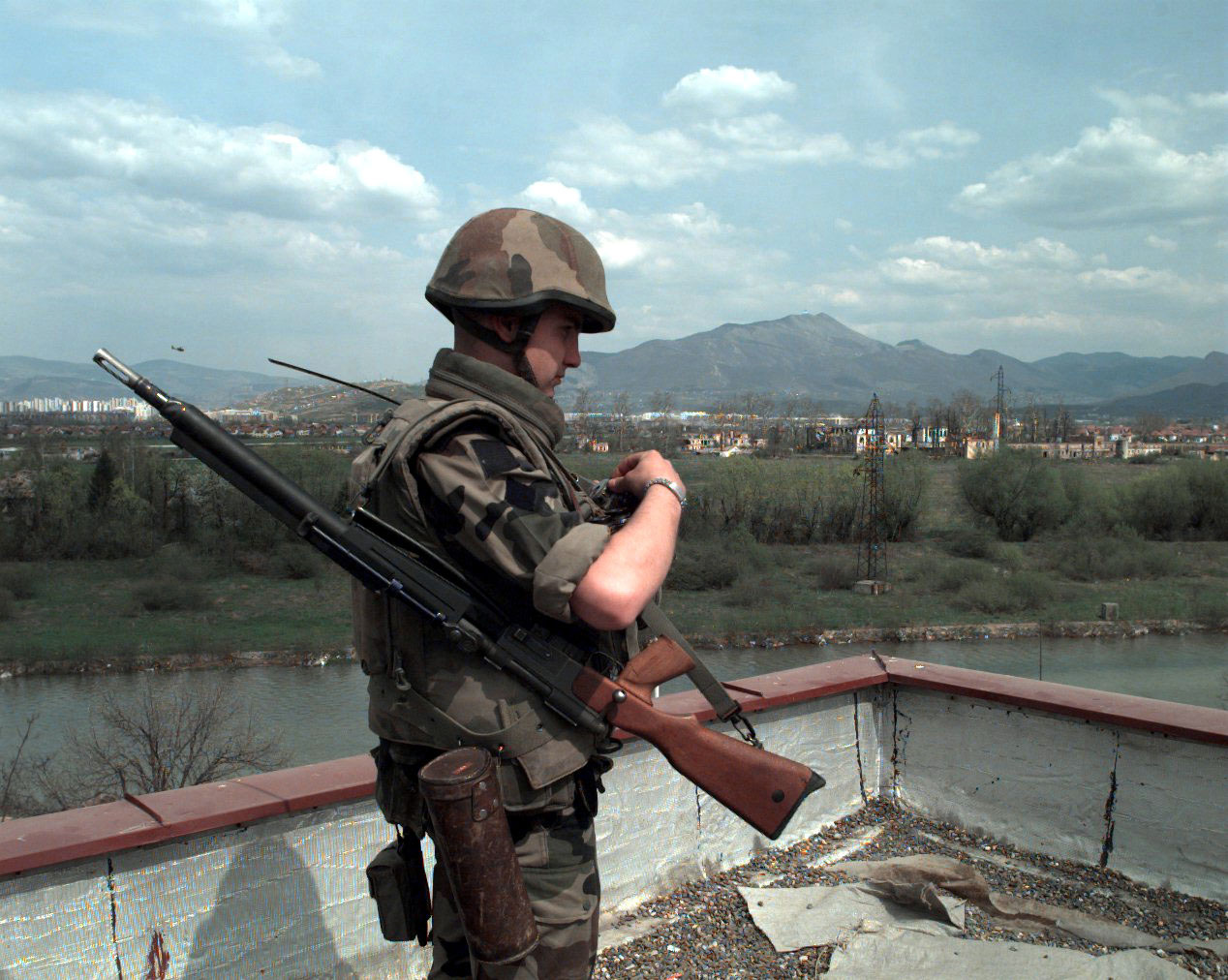
Francia katona a Rapid Reaction Corps-ból őrt áll egy FR–F2 mesterlövészpuskával.
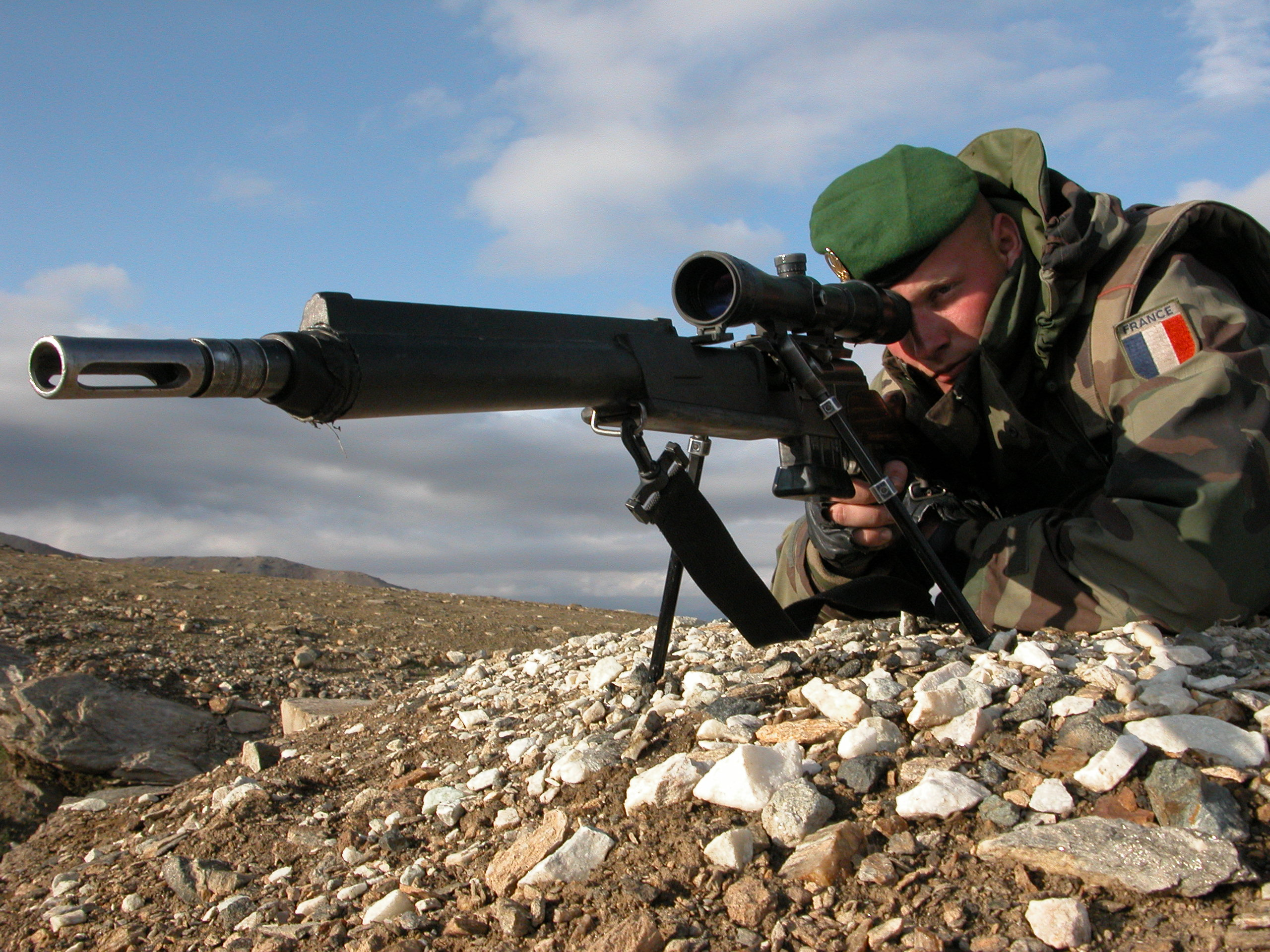
Francia légiós FR–F2-vel Afganisztánban.
SCROME J8 távcső irányzéka.

## Lásd még
- SZVD
- PGM Hécate II

## Fordítás
- Ez a szócikk részben vagy egészben  a   FR F2 című angol Wikipédia-szócikk ezen változatának fordításán alapul.  Az eredeti cikk szerkesztőit annak laptörténete sorolja fel. Ez a jelzés csupán a megfogalmazás eredetét és a szerzői jogokat jelzi, nem szolgál a cikkben szereplő információk forrásmegjelöléseként.

## Külső hivatkozások
- FR–F2 képgaléria
- SCROME távcsövek (franciául)
- Modern Firearms